# Jeremy Adduono
Jeremy Thomas Allan Adduono (* 4. August 1978 in Thunder Bay, Ontario) ist ein ehemaliger kanadischer Eishockeyspieler, der vier Spielzeiten in der Deutschen Eishockey Liga und vier in der American Hockey League verbracht hat.

## Karriere
Jeremy Adduono begann 1994 seine Karriere bei den Thunder Bay Flyers in der United States Hockey League. Ein Jahr später wechselte er in die Ontario Hockey League, einer Juniorenliga in seiner Heimat Ontario. Dort spielte er drei Jahre für die Sudbury Wolves. Er wurde beim NHL Entry Draft 1997 von den Buffalo Sabres in der siebten Runde an insgesamt 184. Stelle gezogen. Nachdem er in der Spielzeit 1998/99 hauptsächlich mit dem Team Kanada unterwegs war, wechselte er 1999 zu den Rochester Americans, dem Farmteam der Sabres, in die American Hockey League, wo er in seiner ersten Saison erst im Finale der Play-offs mit der Mannschaft unterlegen war. In den insgesamt drei Jahren in Rochester gehörte Adduono dank seiner Schnelligkeit und Fairness sowie seiner guten Technik zu den wichtigsten Spielern des Teams. In der Saison 2000/01 war er bester Torschütze seines Teams. Allerdings kam er nie zu Einsätzen für das NHL-Team in Buffalo.

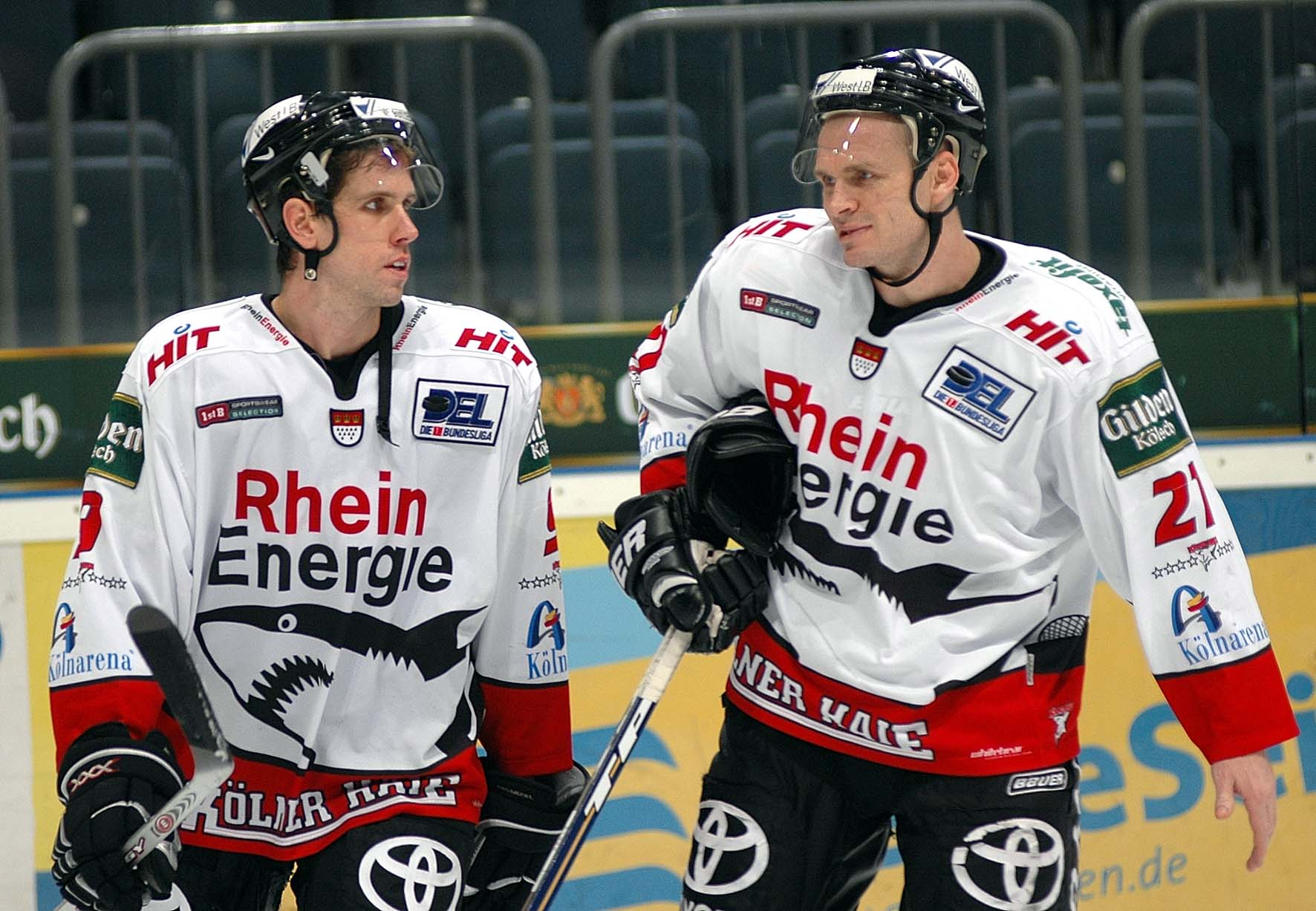
Jeremy Adduono (l.) mit Alex Hicks nach einem Spiel der Kölner Haie, 2006

Daher wechselte er 2002 innerhalb der Liga zu den Bridgeport Sound Tigers, der AHL-Filiale der New York Islanders. Aufgrund mehrfacher kleinerer Verletzungen schwankten seine Leistungen in der Spielzeit, weshalb er auch bei den Islanders kein Spiel in der National Hockey League bestritt.
Nach der Saison entschied er sich daher zu einem Wechsel nach Europa und nahm ein Angebot der Kölner Haie aus der Deutschen Eishockey Liga an. In den ersten beiden Jahren scheiterte er mit dem KEC jeweils im Viertelfinale der Play-offs. Die Spielzeit 2005/06 war seine dritte und letzte in Köln. Diesmal konnte Adduono mit seiner Mannschaft das Halbfinale erreichen, wo man dem späteren Vizemeister DEG Metro Stars unterlag.
Danach wechselte er zu den Iserlohn Roosters ins Sauerland, wo er einen Einjahresvertrag unterschrieb. Mit den Roosters scheiterte er nur knapp an der Qualifikation für die Pre-Playoffs. Sein Vertrag wurde nicht verlängert.
In der Saison 2007/08 zog es ihn nach Italien, wo er eine Saison für den HC Pustertal in der Serie A1 gespielt hat. In der Saison 2008/2009 ging er für den Eishockey-Zweitligist EVR Tower Stars wieder in Deutschland auf Torejagd. Zusammen mit Jeff Richards und Scott May wurde er Topscorer seines Teams und schaffte den Sprung ins Halbfinale, in dem man allerdings dem EHC München unterlag. Auch in der Saison 2009/10 stand Adduono im Kader der Tower Stars. Jedoch zog sich Adduono bereits im siebten Saisonspiel eine schwere Schulterverletzung zu, nach der er rund vier Monate pausieren musste, bevor er im Heimspiel der EVR Tower Stars gegen die Lausitzer Füchse am 29. Januar 2010 sein Comeback geben konnte. Er erzielte inklusive Playoffs noch 13 Scorerpunkte in 32 Spielen. Nach der Saison entschied Adduono seine Karriere aufgrund zahlreicher Verletzungen zu beenden.

### Trainerlaufbahn
Von 2010 bis 2013 war Jeremy Adduono Assistenztrainer der „Thunderwolves“, dem Eishockey-Team der Lakehead University in seiner Heimatstadt. Anschließend übernahm er vier Jahre lang den Posten als Headcoach bei den Thunder Bay North Stars in der Superior International Junior Hockey League (SIJHL). 2021/22 kehrte Adduono als Assistenztrainer zu den „Thunderwolves“ zurück.

## Persönliches
Jeremy Adduono arbeitet als Berater in einer Vermögensberatung. Sein Onkel Rick Adduono ist ebenfalls ein ehemaliger Eishockeyspieler und -trainer.

## Erfolge und Auszeichnungen
- 1998 OHL Third All-Star Team
- 2015 „Coach of the Year“ in der SIJHL

## Karrierestatistik
(Legende zur Spielerstatistik: Sp oder GP = absolvierte Spiele; T oder G = erzielte Tore; V oder A = erzielte Assists; Pkt oder Pts = erzielte Scorerpunkte; SM oder PIM = erhaltene Strafminuten; +/− = Plus/Minus-Bilanz; PP = erzielte Überzahltore; SH = erzielte Unterzahltore; GW = erzielte Siegtore; 1 Play-downs/Relegation; Kursiv: Statistik nicht vollständig)